# Cygańskie Hity
Cygańskie Hity – jest szóstą płytą cygańskiego zespołu Bogdan Trojanek & Terne Roma. Został wydany w 2009 roku przez wytwórnię Folk.

## Lista utworów
1. Nie bój się żyć muz. Rafał Filipiak/sł. Rafał Podraza 3.03
2. Wiązanka cygańskich piosenek 3.19
- Jaweł Zima muz./sł. Ludowe 1.07
- Mardziandzia muz./sł. Ludowe 0.28
- Sownakuni kangli muz./sł. Ludowe 0.80
- Bo Tabu Tabu muz. Ludowa/sł. Bogdan Trojanek 1.04

3. Ori dane ne muz. Ludowa/sł. Bogdan Trojanek 5.43
4. Jej czarne oczy muz./sł. Ludowe 4.26
5. Powróż mi cyganko muz. Edward Kowalski/sł. Piotr Bydner 3.13
6. Siwy Dym muz. Ludowa/sł. Marcin Kalisiak,Bogdan Trojanek 3.34
7. Rom i Cygan muz./sł. Bogdan Trojanek 3.53
8. Grosiu mój syn muz. Ludowa/sł. Bogdan Trojanek 3.46
9. Wiązanka znanych przebojów polskich 6.03
- Dziś prawdziwych cyganów już nie ma muz. Zieliński Andrzej/sł. Agnieszka Osiecka 0.55
- Radość o poranku muz. Juliusz Loranc/sł. Jonasz Kofta 1.00
- Bo z dziewczynami muz. Stefan Rembowski/sł. Andrzej Bianusz 1.75
- Kwiat jednej nocy muz. Juliusz Loranc/sł. Jonasz Kofta 1.20
- Dziś prawdziwych cyganów już nie ma (ref) muz.Zieliński Andrzej/sł. Agnieszka Osiecka 1.53

10. Moja Gwiazdka muz./sł. Bogdan Trojanek 3.62
11. Czerwona Ruta muz./sł. Ludowe 4.20
12. Oczy Cziornyje muz./sł. Ludowe 4.00
13. Wiązanka rosyjskia 4.48
- Roma my cyganie muz. Grzegorz Pawelski/sł. Ryszard Ulicki 1.10
- Rozkwitały jabłonie muz./sł. Ludowe 0.45
- Lubie cygana Jana muz./sł. Ludowe 1.15
- Kalinka muz./sł. Ludowe 1.20

14. Cygańska Jesień muz. Jarosław Kukulski/sł. Janusz Kondratowicz 3.13
15. Cygańska uczta muz. Ludowa/sł. Bogdan Trojanek 4.00
16. Dwa Kolory muz. O. Biłarz/sł. Ryszard Ulicki 3.33